# 伊東可奈
伊東可奈（日语：／ Itō Kana，1985年9月15日—），日本女子羽毛球运动员。石川縣金澤市出生，畢業於金沢市立金石中学校、金沢向陽高校及日本体育大学，曾先後效力瑞薩電子公司（九州・山口）及再春館製藥所羽毛球隊。她在2017年宣布退役。

## 簡歷
2012年3月，伊東可奈連奪克羅地亞國際賽和羅馬尼亞國際賽的女單冠軍，其後又在大阪國際挑戰賽進入準決賽。
2015年3月，伊東可奈出戰越南羽毛球國際挑戰賽，赢得女子單打比賽冠軍。

## 主要比賽成績
| 年份   | 賽事                   | 公開賽級別 | 項目     | 搭檔       | 成績   |
| ------ | ---------------------- | ---------- | -------- | ---------- | ------ |
| 2008年 | 大阪羽毛球國際挑戰賽   | 國際挑戰賽 | 女子雙打 | 內藤真實   | 準決賽 |
| 2010年 | 克羅地亞羽毛球國際賽   | 國際系列賽 | 女子單打 | －         | 亞軍   |
| 2010年 | 羅馬尼亞羽毛球國際賽   | 國際系列賽 | 女子單打 | －         | 準決賽 |
| 2010年 | 波蘭羽毛球國際賽       | 國際挑戰賽 | 女子單打 | －         | 冠軍   |
| 2010年 | 加拿大羽毛球國際挑戰賽 | 國際挑戰賽 | 女子單打 | －         | 準決賽 |
| 2010年 | 加拿大羽毛球國際挑戰賽 | 國際挑戰賽 | 女子雙打 | 岡ひとみ   | 準決賽 |
| 2011年 | 波蘭羽毛球國際賽       | 國際挑戰賽 | 女子雙打 | 久後明日美 | 亞軍   |
| 2011年 | 新加坡羽毛球國際系列賽 | 國際系列賽 | 女子雙打 | 原麻衣子   | 準決賽 |
| 2011年 | 巴西羽毛球國際賽       | 國際挑戰賽 | 女子單打 | －         | 亞軍   |
| 2012年 | 克羅地亞羽毛球國際賽   | 國際系列賽 | 女子單打 | －         | 冠軍   |
| 2012年 | 羅馬尼亞羽毛球國際賽   | 國際系列賽 | 女子單打 | －         | 冠軍   |
| 2012年 | 大阪羽毛球國際挑戰賽   | 國際挑戰賽 | 女子單打 | －         | 準決賽 |
| 2014年 | 紐西蘭羽毛球大獎賽     | 大獎賽     | 女子單打 | －         | 亞軍   |
| 2014年 | 美國羽毛球黃金大獎賽   | 黃金大獎賽 | 女子單打 | －         | 亞軍   |
| 2014年 | 雪梨羽毛球國際賽       | 國際挑戰賽 | 女子單打 | －         | 亞軍   |
| 2014年 | 韓國羽毛球大獎賽       | 大獎賽     | 女子單打 | －         | 準決賽 |
| 2015年 | 越南羽毛球國際挑戰賽   | 國際挑戰賽 | 女子單打 | －         | 冠軍   |

| 2007-2017年 | 首要超級賽 | 超級賽 | 黃金大獎賽 | 大獎賽 | 國際挑戰賽 | 國際系列賽 | 未來系列賽 | 其他 |